# Adelina Spech Salvi
Adelina Spech in Salvi (Milano, 18 agosto 1811 – Bologna, 12 agosto 1886) è stata una cantante lirica e insegnante di canto italiana, conosciuta per le sue interpretazioni nelle opere di Gaetano Donizetti, Vincenzo Bellini e Saverio Mercadante.

## Biografia
Luigia Adele Spech, detta Adelina, nacque il 18 agosto 1811 a Milano. Il padre Giuseppe, appassionato di musica e tenore, le diede le prime lezioni di canto. La zia materna, la cantante Costanza Petralia, a sua volta incoraggiò sia lei che il fratello Eliodoro a seguire le proprie inclinazioni artistiche.
Ancora giovanissima iniziò a cantare a teatro grazie all'intercessione di Maria Malibran, che era rimasta colpita dal suo talento: nel 1825, debuttò come soprano a Londra ne Il Conte Ory di Rossini riscuotendo un grande successo.
Da allora la chiamarono ad esibirsi vari teatri in tutt'Italia, sempre acclamata dal pubblico. Donizetti scrisse per lei la parte di Eleonora d'Este nel suo Torquato Tasso, che Adelina Spech impersonò nel 1833 al Teatro Valle di Roma. Nel 1836, il Teatro San Carlo di Napoli inaugurò un busto in marmo in omaggio alla cantante. Le venne dedicata anche una raccolta di poesie stampata a Genova.
Sposò il tenore Lorenzo Salvi, con il quale, oltre all'amore per l'opera lirica, condivideva gli ideali politici. Nel 1840 smise di calcare le scene per dedicarsi all'insegnamento del canto.

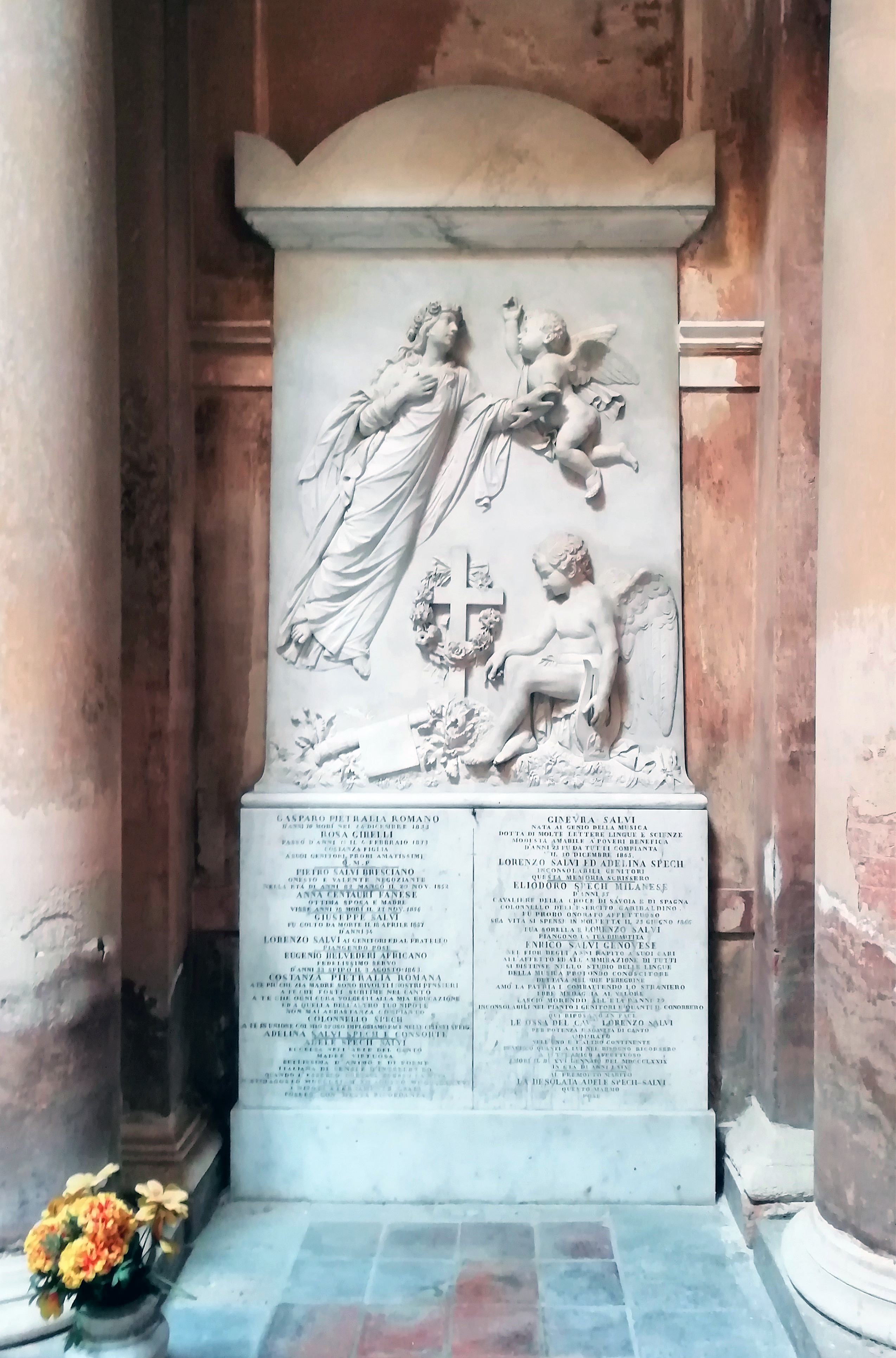
La tomba di famiglia alla Certosa di Bologna, nella Sala delle Catacombe

Morì il 12 agosto 1886 a Bologna. È sepolta nella tomba di famiglia alla Certosa di Bologna, nella Sala delle Catacombe. Il monumento presenta un rilievo di Giuseppe Pacchioni.

## Interpretazioni
Tra le varie interpretazioni si ricordano:
- Nina pazza per amore di Pietro Antonio Coppola
- La Vestale di Gaspare Spontini
- I briganti di Saverio Mercadante
- Il giuramento di Saverio Mercadante
- La sonnambula di Vincenzo Bellini
- Norma di Vincenzo Bellini